# Mateusz Przybylko
Mateusz Przybylko (Bielefeld, 9 de marzo de 1992) es un deportista alemán que compite en atletismo, especialista en la prueba de salto de altura.
Ganó una medalla de bronce en el Campeonato Mundial de Atletismo en Pista Cubierta de 2018 y una medalla de oro en el Campeonato Europeo de Atletismo de 2018.

## Palmarés internacional
| Campeonato Mundial en Pista Cubierta | Campeonato Mundial en Pista Cubierta | Campeonato Mundial en Pista Cubierta | Campeonato Mundial en Pista Cubierta |
| Año                                  | Lugar                                | Medalla                              | Prueba                               |
| ------------------------------------ | ------------------------------------ | ------------------------------------ | ------------------------------------ |
| 2018                                 | Birmingham (Reino Unido)             | Medalla de bronce                    | Salto de altura                      |
| Campeonato Europeo                   |                                      |                                      |                                      |
| Año                                  | Lugar                                | Medalla                              | Prueba                               |
| 2018                                 | Berlín (Alemania)                    | Medalla de oro                       | Salto de altura                      |